# Campo di Piazza d'Armi (Avellino)
Il campo di Piazza d'Armi di Avellino è stato un campo di calcio a 11 con sede nella zona di piazza d'Armi. Fu dunque un terreno di gioco dell'Avellino.

## Storia
In piazza d'Armi, nel centro della città, venivano abitualmente effettuate esercitazioni e addestramenti dei militari appartenenti al Regio Esercito e, quando possibile, la stessa area veniva utilizzata dai primi calciatori avellinesi. Soltanto nel 1919 l'ingegnere irpino Antonio Giammarino, di ritorno da Genova, in quegli anni città all'avanguardia nel gioco del calcio, si preoccupò di regolamentare e allestire una squadra che elesse come proprio terreno di gioco la piazza D'Armi.
L'ubicazione del rettangolo di gioco era tale che gli abitanti dei palazzi circostanti e i detenuti del vicino carcere borbonico poterono assistere alle partite gratuitamente sino al 1970, anno dell'addio allo storico impianto sportivo per il più capiente Comunale, che poi sarebbe diventato nel 1973 lo stadio Partenio, e nel 2010 lo stadio Partenio-Lombardi.
Per un periodo di quattro anni, dal 1929 al 1933, l'Avellino ha giocato le partite casalinghe al campo sportivo del Littorio, per poi fare ritorno al piazza d'Armi rimodernato e dotato di una tribuna con 500 posti a sedere.
Il campo di Piazza d'Armi ha ospitato, in totale, 14 stagioni di Serie C e circa 30 stagioni di campionati minori.